# 生分解性プラスチック
生分解性プラスチック（せいぶんかいせいプラスチック、英: biodegradable plastic）は、プラスチックの区分の一つであり、微生物による分解の作用に応答して性質が変化するスマートポリマーの一種である。

## 解説

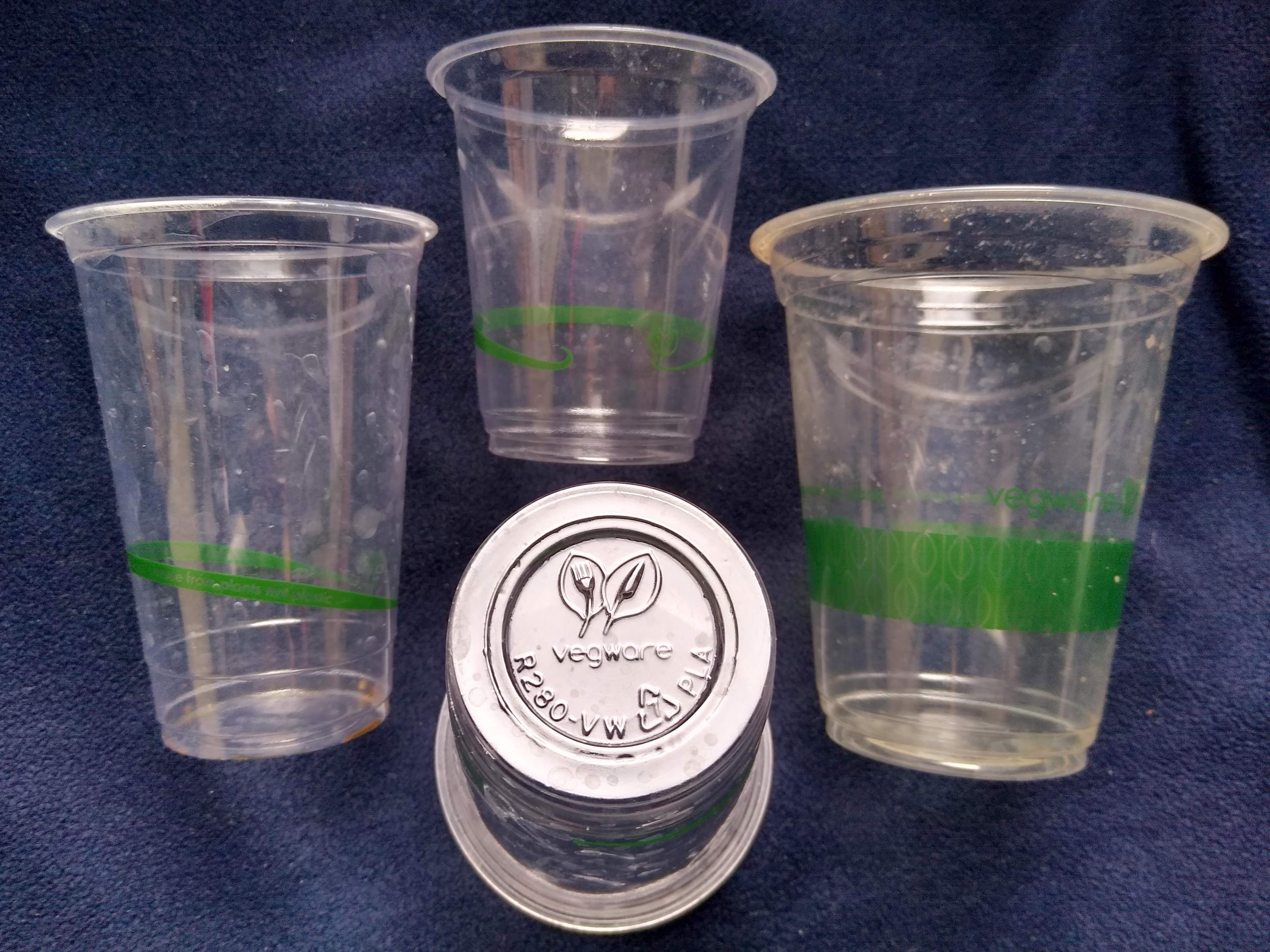
ポリ乳酸で造られたコップ

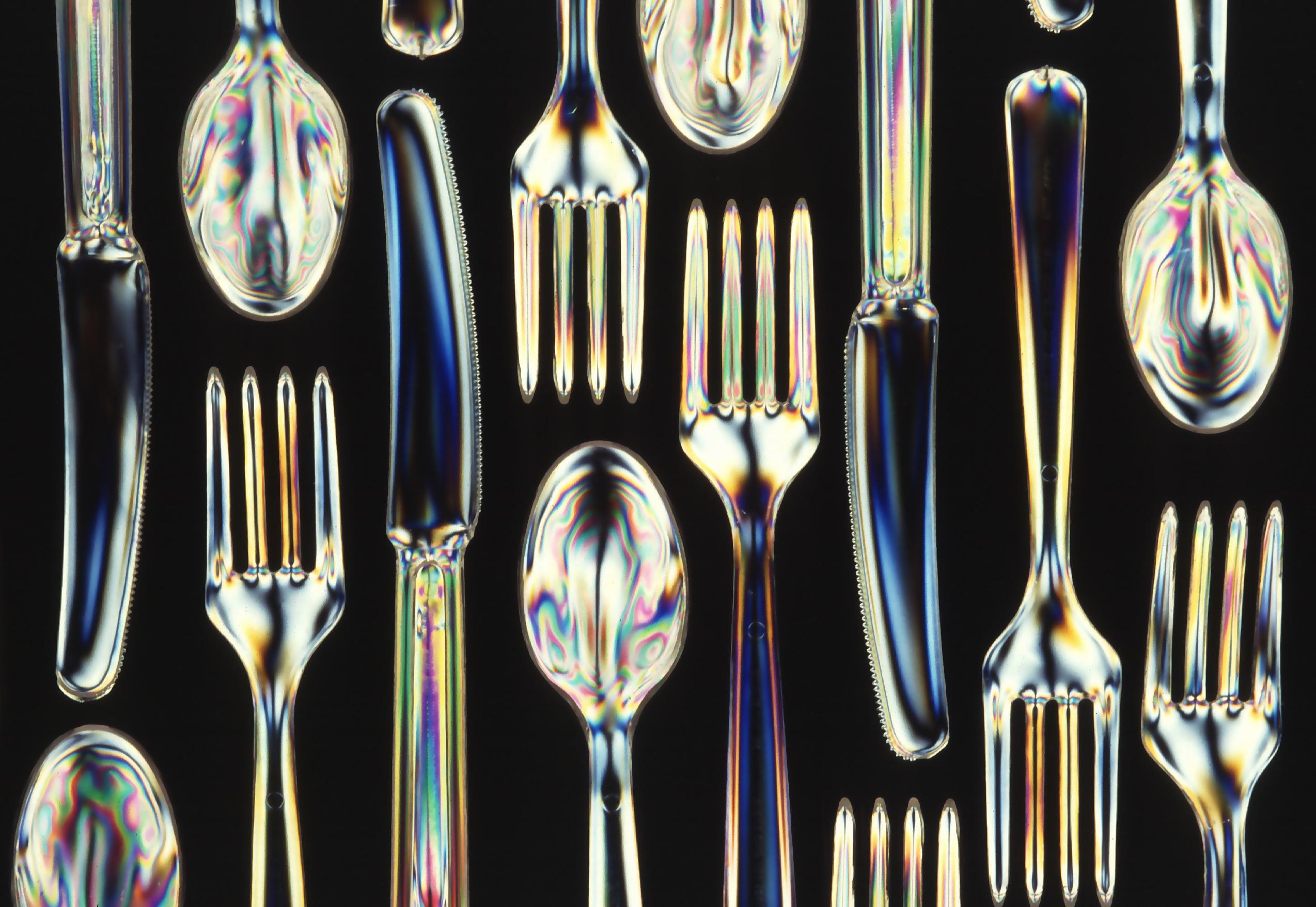
生分解性でん粉プラスチックで造られたナイフ、フォーク、スプーン

1989年の生分解性プラスチック研究会（現：日本バイオプラスチック協会［JBPA］）により、「自然界において微生物が関与して環境に悪影響を与えない低分子化合物に分解されるプラスチックである」と定義された。この表現は曖昧であり、1993年のアナポリスサミットにおいて、「生分解性材料とは、微生物によって完全に消費され自然的副産物（炭酸ガス、メタン、水、バイオマスなど）のみを生じるもの」と定義された。
また、JBPA識別表示制度のグリーンプラマークの取得表示基準では、生分解性プラスチックとは通常のプラスチックと同様に使うことができ、使用後は自然界に存在する微生物のはたらきで、最終的に水と二酸化炭素に分解されるプラスチックのこととされる。生分解性は国際標準化機構（ISO）規格、日本産業規格（JIS）に則して評価される。

## 原料
生分解性プラスチックには、生物資源（バイオマス）由来のもの（バイオマスプラスチック）と、石油由来のもの（石油合成プラスチック）がある。生分解性があれば、原料が何であるかは問わない。主流は、生物資源（バイオマス）を原料としたバイオマスプラスチックであり、でんぷんや糖を原料とするものが多い。ただし、バイオマスを原料にするプラスチックの全てが、生分解性を持つわけではない。例えば、バイオPETやバイオPEはバイオマスを原料にするが、生分解性を持たない。すなわち（バイオマス由来≠生分解性）であることに注意されたい。
主な生分解性プラスチックとして、バイオマスを原料とするものは、ポリ乳酸、ポリカプロラクトン、ポリヒドロキシアルカノエート（微生物産生ポリエステル）、ポリグリコール酸、変性ポリビニルアルコール、カゼイン、変性澱粉、低置換度多糖誘導体（低置換度セルロースアセテートなど）がある。石油由来ではPET共重合体がある。

## 性質
生分解性プラスチックには生体吸収性（自然分解性）のものと環境分解性（酵素分解性）のものがある。前者は非酵素的に加水分解されるもの、後者は酵素的に分解されるものとされている。
環境分解性の完全生分解性プラスチックは、微生物などによって分解し、最終的に水と二酸化炭素に完全に分解する性質を持っている。認証基準は地域差があり、日本バイオプラスチック協会は「3カ月で6割以上が分解」なのに対して、ヨーロッパでは「2年以内に9割以上が分解」としている。そのため、ゴミとして投棄された場合半永久的に分解されずに残る従来のプラスチックに比べ、自然環境への負担が少ない。
また、環境分解性の生分解性プラスチックであっても、その種類によって、分解能を示す環境は異なる。例えば、ポリ乳酸はコンポスト中では分解するが、海洋ではほとんど分解しない。ポリヒドロキシアルカン酸（PHA：ポリヒドロキシ酪酸など）、ポリブチレンサクシネート（PBS）は海洋中の微生物で分解されるが、ポリエチレン、ポリプロピレンといった汎用プラスチックより高価であるため、普及が遅れている。使用用途や環境ごとに、適切な分解能を持つ材料の利用が求められる。
でんぷん、セルロース、PVAなどの生分解性材料と、通常のプラスチックとの混合物である、部分生分解性プラスチックもある。生分解性部分が分解された後は、目に見えないほど微細な非生分解プラスチックの粉末が残る。これは、通常の非生分解性プラスチック由来のマイクロプラスチックと同等のものであり、自然環境ではほとんど分解されない（プラスチックの安定性は化学的なものであり、微細な粉末であっても変わりはない）。

## 用途・多様性
生分解性プラスチックは、「分解されにくい（分解に長期間かかる）」というプラスチックの特徴をあえて捨てた素材である。そのため、包装やBB弾といった、使い捨てを前提とした用途に適している。
非生分解性のプラスチックが、非常に細かい粉体（マイクロプラスチック）となり、海洋生態系へ悪影響を与える可能性が指摘された。その問題を解決するために、多様な用途で生分解プラスチックの利用が模索されている。しかし、生分解性プラスチックの中でも、海洋で生分解するプラスチックは限られており、新規な海洋生分解性プラスチックの開発が求められている。一方で、海洋マイクロプラスチックの影響については、十分な調査結果が出そろっていない。
分解のペースは陸上と海では異なり、海でも海域や水深によって差がある。このため国際標準化機構（ISO）が海での生分解性プラスチックの規格づくりを進めている。群馬大学の粕谷健一教授らは、酸素が少ない海中で分解を促進する技術を、東京大学の岩田忠久教授らは、海中で分解しやすいプラスチックを、それぞれ開発中である。
2000年代には日本の多くの自治体で環境に優しい素材としてもてはやされ印鑑登録書のカードの素材として使われていたが、発行して数年後にカードが分解されてしまい破損が多発したため、それらの自治体は交換を呼びかけている。用途に応じた生分解性をもつ材料の利用が必要である。
環境省は海洋性分解プラスチックや植物由来プラスチックなどの革新的プラスチック代替技術の活用の促進として、生分解性プラスチックの多様性を示した。分解する微生物は特殊なものではなく、普遍的に存在する。例えば、変形しても温めると元に戻る形状記憶の性質を持つ生分解性プラスチックが開発されたと2006年に報道された。主な原料は大豆油としており、製法が簡単なため、今までの形状記憶プラスチックと同等以下の製造コストとなる予定である。また、未利用バイオマスからプラスチックの材料として利用する取り組みがある。

## 利点
- 有機肥料の質に影響を与えない。
- 埋め立てたり投棄されても、微生物が食べて分解してくれるので、ゴミとしてたまることがない。
- 天然資源由来の物は化石燃料を使用せず、化石燃料枯渇の未来において唯一のプラスチック製品である。
- 生分解性プラスチックを組み込んだ製品が環境に優しいとアピールできる。
- 海洋プラスチックごみの対策。（海洋生分解性プラスチックの開発を参照）

## 欠点
- 通常のプラスチックより高価である。
- プラスチックの利点であった耐久性、機能性に劣る。
- 使い捨てを前提にしたものであるため、リサイクルやリユースに向かない。
- 我々の生活する環境に耐えられず、使用中あるいは保管中に分解が進み、使用不能となる可能性がある。
- 微生物によって分解されるので、埋め立て処理などをする場合は、その時の微生物の状態、気候などにより、求められる状況が異なる。そのため、管理された状況下でないかぎり、分解にどれくらいかかるのかは分からない。

## 部分生分解性プラスチックの環境への影響
部分生分解性プラスチックの場合、生分解性部分が分解した後、非生分解性部分は残渣として、プラスチック粉末（マイクロプラスチック）を生じる。それが、水系に流入した場合、海面や海中を半永久的に浮遊する。小型濾過摂食動物や動物性プランクトンがそれを誤食し（海鳥などがプラスチック片を誤食するように）、フィルターや消化管を詰まらせるなどの被害を受ける可能性が指摘されている。つまり、部分生分解性プラスチックは、マイクロプラスチックの問題を助長しかねない。
もちろん、通常の非生分解性プラスチックも最終的には機械的破壊や紫外線により風化し同様の粉末となるため、長い時間スケールで見れば通常のプラスチックにもこの問題はある（完全分解性プラスチックにはない）。

## 海洋生分解性プラスチックの開発
経済産業省は2019年、海洋生分解性プラスチックの開発や導入普及を促進するためのロードマップを策定した。現在、世界では、適切に処理されることなく捨てられたプラスチックごみが海にたまり、海洋生物の生態を脅かしていることが問題になっている。2010年には1270万～4800万トンものプラスチックが海洋に流出したと推定されている。そのため、海で分解されるプラスチックの開発が進められている。生分解性プラスチックというのは、自然界に存在する微生物の働きによって二酸化炭素と水に分解される物である。この生分解性プラスチックの中にはいくつか種類があり、その種類によって分解されやすい環境と分解されにくい環境がある。水環境で分解されるプラスチックはPHBHなど、ごく一部である。その理由は、陸上と比べると海中には微生物が少ないからである。ペットボトルやレジ袋、コンビニ弁当など、海洋に流れ出る可能性が高いプラスチックを生分解性プラスチックで作ることで、仮にプラスチックごみが海に流れ出てしまっても数ヶ月で分解されるので、海のごみを減らすことにつながり、海洋生物の生態を守ることができるとされる。
- 新たな海洋生分解性を持つ樹脂の開発や需要開拓
- 新たな微生物の発見
- 海洋生分解性のコントロール機能

など革新的な素材の研究開発を後押しする方針を打ち出している。
一方で、生分解性の表示によりごみの投棄が増えることも危惧されている。

## 主な製品
- 生分解性BB弾 - サバイバルゲーム用プラスチック弾エアガンや電動ガンの弾丸（BB弾）。
- ペットボトル - 自然環境保護を重視して開発されたペットボトル。2～3週間ほどで微生物により土の肥料となる。
- ストロー - 焼却しても、有害なガスや残渣は一切発生しないと言われているが、高温と多湿に弱いというデメリットもある。